# Campeonato da Croácia de Ciclismo Contrarrelógio
O Campeonato da Croácia de Ciclismo Contrarrelógio são organizados anualmente de forma ininterrupta para determinar o campeão ciclista da Croácia de cada ano, na modalidade. O título é outorgado ao vencedor de uma única prova, na modalidade de em linha. O vencedor obtêm o direito de usar a camisola com as cores da bandeira croata até ao campeonato do ano seguinte.

## Palmares
| Ano  | Ganhador            | Segundo             | Terceiro            |
| ---- | ------------------- | ------------------- | ------------------- |
| 1997 | Luka Bakrač         | Martin Cotar        | Dino Zuban          |
| 1998 | Luka Bakrač         | Hrvoje Bosnjak      | Dino Zuban          |
| 1999 | Martin Cotar        | Vladimir Miholjević | Hrvoje Bosnjak      |
| 2000 | Martin Cotar        | Vladimir Miholjević | Radoslav Rogina     |
| 2001 | Martin Cotar        | Vladimir Miholjević | David Demanuele     |
| 2002 | Martin Cotar        | Radoslav Rogina     | Hrvoje Bosnjak      |
| 2003 | Radoslav Rogina     | Tomislav Dãočulović | Massimo Demarin     |
| 2004 | Matija Kvasina      | Radoslav Rogina     | David Demanuele     |
| 2005 | Martin Cotar        | Luca Bakrac         | David Demanuele     |
| 2006 | Matija Kvasina      | David Demanuele     | Emanuel Kišerlovski |
| 2007 | Matija Kvasina      | Kristijan Đurasek   | David Demanuele     |
| 2008 | Matija Kvasina      | Bruno Radotić       | Martin Cotar        |
| 2009 | Bruno Radotić       | Luka Grubić         | David Demanuele     |
| 2010 | Matija Kvasina      | Bruno Radotić       | Bojan Rafaj         |
| 2011 | Kristijan Đurasek   | Matija Kvasina      | Bruno Radotić       |
| 2012 | Vladimir Miholjević | Kristijan Đurasek   | Matija Kvasina      |
| 2013 | Matija Kvasina      | Bruno Maltar        | Josip Rumac         |
| 2014 | Bruno Maltar        | Josip Rumac         | Emanuel Kišerlovski |
| 2015 | Matija Kvasina      | Bruno Maltar        | Bojan Gunjević      |
| 2016 | Matija Kvasina      | Bruno Maltar        | Mijo Bebić          |
| 2017 | Bruno Radotić.      | Bojan Gunjević      | Tomislav Mijatovic  |
| 2018 | Josip Rumac         | Bojan Gunjević      | Mijo Bebic          |
| 2019 | Josip Rumac         | Bojan Gunjević      | Tomislav Mijatovic  |
| 2020 | Josip Rumac         | Eugen Popović       | Mijo Bebić          |
| 2021 | Toni Stojanov       | Lorenzo Marenzi     | Josip Bugarija      |
| 2022 | Fran Miholjević     | Viktor Potočki      | Antonio Barać       |

### Contrarrelógio Esperanças
| Ano  | Ganhador            | Segundo         | Terceiro          |
| ---- | ------------------- | --------------- | ----------------- |
| 2005 | Romano Vičić        | Bojan Rafaj     | Darko Blažević    |
| 2006 | Emanuel Kišerlovski | Ante Radić      | Kristijan Đurasek |
| 2010 | Luka Grubić         | Juraj Ugrinić   | Boris Legović     |
| 2011 | Luka Grubić         |                 |                   |
| 2012 | Juraj Ugrinić       | Domagoj Breznik | Pavel Potočki     |
| 2015 | Bruno Maltar        | Pavel Potocki   |                   |
| 2016 | Bruno Maltar        | Josip Rumac     | Toni Stojanov     |
| 2017 | David Jabuka        | Antonio Barać   | Filip Kvasina     |
| 2018 | David Jabuka        | Antonio Barać   | Viktor Potočki    |
| 2019 | Viktor Potočki      | Filip Kvasina   | Dario Dovranić    |
| 2020 | Viktor Potočki      | Filip Kvasina   | Carlo Jurisevic   |

## Pódio do campeonato feminino

### Contrarrelógio
| Ano  | Vencedor         | Segundo           | Terceiro          |
| ---- | ---------------- | ----------------- | ----------------- |
| 2007 | Ivana Ruszkowski | Jelena Gracin     | Kristina Skevin   |
| 2008 | Viena Balen      | Maja Marukic      | Marina Bodulak    |
| 2009 | Mia Radotić      | Maja Marukic      | Marina Bodulak    |
| 2010 | Jelena Gracin    | Wanda Svrakic     | Antonela Ferenčić |
| 2011 | Mia Radotić      | Daria Pletikapa   | Jelena Gracin     |
| 2012 | Mia Radotić      | Antonela Ferenčić | Mira Mocan        |
| 2013 | Mia Radotić      | Diana Vrdoljak    | Antonela Ferenčić |
| 2014 | Mia Radotić      | Wanda Svrakic     | Diana Vrdoljak    |
| 2015 | Mia Radotić      | Diana Vrdoljak    | Antonela Ferenčić |
| 2016 | Mia Radotić      | Diana Vrdoljak    | Natasa Sustic     |
| 2017 | Mia Radotić      | Natasa Sustic     |                   |
| 2018 | Mia Radotić      | Maja Bonacic      | Maja Marukic      |
| 2019 | Mia Radotić      | Maja Perinovic    | Maja Bonacic      |
| 2020 | Mia Radotić      | Maja Perinovic    | Mateja Posavec    |
| 2021 | Mia Radotić      | Maja Marukic      | Alessandra Musa   |
| 2022 | Mia Radotić      | Andrea Husajina   | Gloria Musa       |
| 2023 | Mia Radotić      | Andrea Husajina   | Pernjak Zlatica   |
| 2024 | Majda Horvat     | Mia Radotić       | Kristina Koter    |